# Желява (Болгария)
Желява (болг. Желява) — село в Болгарии. Находится в Городской области Софии, входит в общину Столична. Население по переписи населения 2011 года — 508 человек.

## Политическая ситуация
В местном кметстве Желява, в состав которого входит Желява, должность кмета (старосты) исполняет Йордан Иванов Шехтански (Болгарская социалистическая партия (БСП)) по результатам выборов.
Кмет (мэр) общины Столична — Бойко Методиев Борисов (ГЕРБ) по результатам выборов.